# أل كاس
أل كاس (بالإنجليزية: Al Cass)‏ هو مستشار أمريكي، ولد في 7 سبتمبر 1923، وتوفي في 23 أغسطس 1989.